# Yan Cabral
Yan Cabral (Muriaé, 13 de maio de 1983) é um lutador profissional brasileiro de MMA e treina na equipe Nova União.

## Carreira profissional
Yan Cabral tem um cartel de 12 vitórias e 1 derrota.

### Dream
Yan Cabral lutou no Dream 17 contra Kazushi Sakuraba e ganhou por finalização com um triângulo de braço aos 2 minutos e 42 segundos do segundo round.

### The Ultimate Fighter Brasil 2
Yan Cabral enfrentou Ronaldo "Rony" Silva nas eliminatórias do The Ultimate Fighter: Brasil 2 e ganhou por finalização após fazer um mata-leão no primeiro round.
Yan Cabral fez apenas um luta na casa do TUF Brasil 2, ele lutou contra David Vieira e ganhou por finalização executando um mata-leão aos 2 minutos e 59 segundos do segundo round. Mas quebrou a mão e teve que sair do reality.

### Ultimate Fighting Championship
Cabral estreou no UFC contra David Mitchell no UFC Fight Night: Maia vs. Shields em Barueri, São Paulo e venceu por decisão unânime dominando totalmente o americano durante três rounds.
Yan era esperado para enfrentar Alexander Yakovlev em 10 de Maio de 2014 no UFC Fight Night: Brown vs. Silva. Porém, devido a lesão de Mike Pierce, que enfrentaria Demian Maia no UFC Fight Night: Miocic vs. Maldonado, a promoção colocou Yakovlev para enfrentar Maia e para substituí-lo foi colocado Zak Cummings. Yan perdeu a luta por decisão unânime.
Cabral fez sua estréia no peso leve contra o japonês Naoyuki Kotani em 25 de Outubro de 2014 no UFC 179. Ele venceu a luta por finalização com um mata leão no segundo round.
Yan era esperado para enfrentar Mairbek Taisumov em 24 de Janeiro de 2015 no UFC Fight Night: Gustafsson vs. Johnson. No entanto, uma lesão tirou Cabral da luta e ele foi substituído por Anthony Christodoulou.
Ele era esperado para enfrentar K.J. Noons em 30 de Maio de 2015 no UFC Fight Night: Condit vs. Alves. No entanto, Cabral teve dengue e teve que se retirar da luta, sendo substituído por Alex Oliveira.
Cabral enfrentou Johnny Case em 7 de Novembro de 2015 no UFC Fight Night: Belfort vs. Henderson III. Ele foi derrotado por decisão unânime.
Cabral enfrentou Reza Madadi em 08 de Maio de 2016 no UFC Fight Night: Overeem vs. Arlovski. Ele foi derrotado por nocaute técnico no 3 round.

## Cartel no MMA
| Cartel no MMA   |             |            |
| 15 lutas        | 12 vitórias | 3 derrotas |
| Por nocaute     | 0           | 1          |
| Por finalização | 11          | 0          |
| Por decisão     | 1           | 2          |

| Res.    | Cartel | Oponente            | Método                           | Evento                                     | Data       | Round | Tempo | Local              | Notas              |
| ------- | ------ | ------------------- | -------------------------------- | ------------------------------------------ | ---------- | ----- | ----- | ------------------ | ------------------ |
| Derrota | 12-3   | Reza Madadi         | Nocaute Técnico (socos)          | UFC Fight Night: Overeem vs. Arlovski      | 08/05/2016 | 3     | 1:56  | Roterdão           |                    |
| Derrota | 12-2   | Johnny Case         | Decisão (unânime)                | UFC Fight Night: Belfort vs. Henderson III | 07/11/2015 | 3     | 5:00  | São Paulo          |                    |
| Vitória | 12-1   | Naoyuki Kotani      | Finalização (mata leão)          | UFC 179                                    | 25/10/2014 | 2     | 3:06  | Rio de Janeiro     | Estréia nos Leves. |
| Derrota | 11-1   | Zak Cummings        | Decisão (unânime)                | UFC Fight Night: Brown vs. Silva           | 10/05/2014 | 3     | 5:00  | Cincinnati, Ohio   |                    |
| Vitória | 11-0   | David Mitchell      | Decisão (unânime)                | UFC Fight Night: Maia vs. Shields          | 09/10/2013 | 3     | 5:00  | Barueri, São Paulo | Estreia no UFC     |
| Vitória | 10-0   | Kazushi Sakuraba    | Finalização (triângulo de braço) | Dream 17                                   | 24/09/2011 | 2     | 2:42  | Saitama            |                    |
| Vitória | 9-0    | Djordje Beric       | Finalização (triângulo de braço) | SHC: Battle for the Belt                   | 10/04/2010 | 1     | 1:30  | Genebra            |                    |
| Vitória | 8-0    | Arbi Agujev         | Finalização (chave de braço)     | VFN: Fabulous Las Vegas                    | 24/01/2010 | 2     | 1:40  | Viena              |                    |
| Vitória | 7-0    | Peter Angerer       | Finalização (kimura)             | SHC: Angels or Demons                      | 26/09/2009 | 1     | 3:45  | Genebra            |                    |
| Vitória | 6-0    | Mattias Awad        | Finalização (triângulo de braço) | SC 3: Untamed                              | 30/05/2009 | 2     | 2:35  | Estocolmo          |                    |
| Vitória | 5-0    | Gary Kono           | Finalização (triângulo de braço) | Yamabushi: Combat Sport Night 5            | 02/05/2009 | 1     | 1:30  | Genebra            |                    |
| Vitória | 4-0    | Catalin Ersen       | Finalização (triângulo de braço) | Almogavers 1                               | 22/03/2009 | 2     | 1:33  | Barcelona          |                    |
| Vitória | 3-0    | Francis Guilherme   | Finalização (kimura)             | Shooto: Brazil 8                           | 30/08/2008 | 2     | 2:18  | Rio de Janeiro     |                    |
| Vitória | 2-0    | Christos Petroutsos | Finalização (chave de braço)     | Fight Fiesta de Luxe: Unstoppable          | 05/04/2008 | 1     | 4:37  | Hollerich          |                    |
| Vitória | 1-0    | Chas Jacquier       | Finalização (mata leão)          | Fight Fiesta: de Luxe 3                    | 22/12/2007 | 1     | N/A   | Luxemburgo Cidade  |                    |